# Mimo greco
Con mimo o mimo greco si intende una forma parateatrale (non era un genere letterario), destinato appunto alla rappresentazione teatrale. 

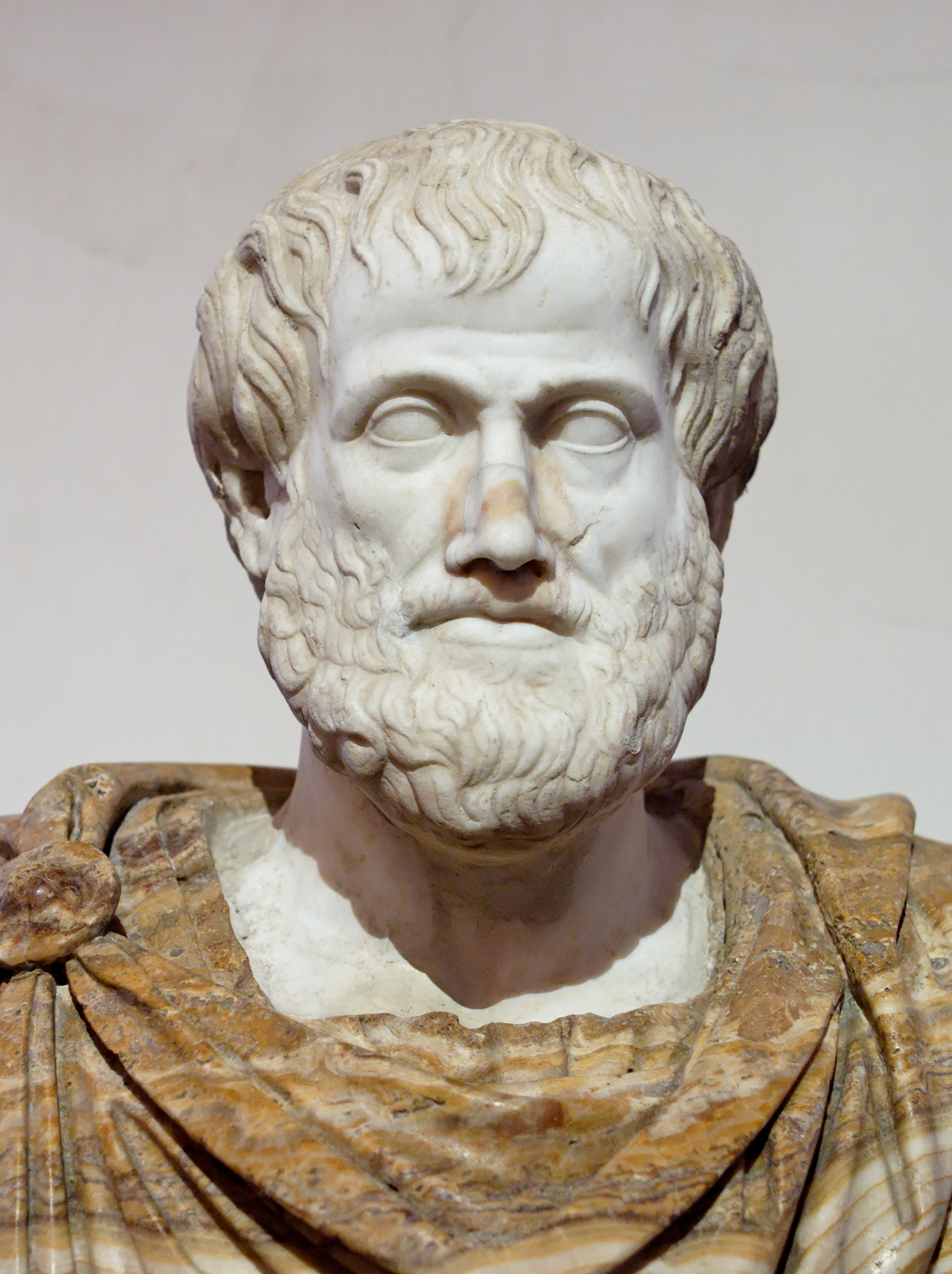
Aristotele

Sembra essere stato inventato da Sofrone di Siracusa nel V secolo a.C. Ebbe fortuna in epoca ellenistica, e si tratta di composizioni dialogiche in prosa o versi di scene di vita quotidiana. La prima citazione del genere è in Aristotele. Egli paragonò il mimo ai Dialoghi Socratici.
Platone invece importò questo genere letterario ad Atene. Successivamente il mimo sviluppò nonostante fosse un genere letterario basso, dei temi più elevati. Il mimo antico era scritto in prosa ritmica (ossia si poneva particolare attenzione alla successione di sillabe lunghe e sillabe brevi), era in dorico e ricco di proverbi. In età ellenistica, con Teocrito il mimo assunse caratteristiche diverse in quanto non fu più un genere scenico, ma esclusivamente di lettura e venne scritto in versi. Inoltre in età ellenistica si divideva tra ilarodia e magodia. La prima indicava che il mimo rappresentava qualcosa di tragico e la seconda rappresentava qualcosa di comico.